# Germano Jori
Germano Jori (Sampierdarena, 7 ottobre 1904 – Genova, 13 luglio 1944) è stato un partigiano italiano, di professione calderaio.

## Biografia
Sin da giovane fece parte della Gioventù comunista e poi del PCd'I, impegnandosi nell'attività clandestina dopo le leggi eccezionali del 1926. Venne arrestato nel 1933 e deferito al Tribunale speciale, dal quale venne condannato a dieci anni di reclusione; lasciò il carcere nel 1937 a seguito dell'amnistia, riprendendo l'attività politica clandestina.
Dopo la caduta di Mussolini, fu tra i principali organizzatori di manifestazioni popolari contro la guerra a Genova. Membro del Comitato federale genovese del Partito Comunista Italiano, fu dapprima responsabile del "lavoro militare", per poi diventare il comandante dei GAP di Genova, a seguito della morte di Giacomo Buranello.
Fu ucciso in uno scontro con le Brigate Nere a Sampierdarena. Prese il suo nome una brigata SAP di Genova e la 3ª Brigata Jori, attiva nella zona dell'Antola e dell'Alta Val Trebbia. A lui è stata intitolata una strada di Genova nel quartiere di Certosa